# Jean Demachy
Pour les articles homonymes, voir Demachy.
Jean Pierre Demachy, né le 16 mai 1925 à Neuilly-sur-Seine et mort le 19 février 2008 à Paris 7e, est un illustrateur et journaliste français.

## Biographie
Il est le fils de Jacques Demachy et de son épouse, née Éliane Chastel, et le petit-fils de Robert Demachy. En 1949, il épouse Claude Henry-Blanchon, fille aînée de l'actrice Geneviève Félix et d'Eugène Paul Henry, dit Jean Henry-Blanchon, antiquaire et metteur en ondes pour la Radiodiffusion nationale,,. Ils ont trois filles, Patricia, Barbara, et Virginie.
Il étudie à l'École Saint-Érembert à Saint-Germain-en-Laye et à Saint-Jean-de-Béthune à Versailles.
Il est directeur artistique pour Le Figaro de 1949 à 1952. On peut voir son coup de crayon dans L'Art et la mode.
Il dirige et travaille au journal Marie Claire de 1952 à 1963 et Lui de 1963 à 1983, où il publie une interview du dignitaire nazi, Albert Speer et diffuse largement le travail de David Hamilton.
Il dirige le magazine Elle de 1983 à 1997, Elle à Table, et Elle Décoration qu'il crée et dirige de 1987 à 1996.

## Pour approfondir